# Línguas hibito-cholón
As línguas hibito-cholón formam uma família de línguas ameríndias extintas do Peru.

## Línguas
- Cholón[2]
- Hibito

## Comparações lexicais
Alguns paralelos lexicais entre o Cholón e o Candoshi (Jolkesky 2016):
| Português     | Cholón              | Candoshi                      |
| ------------- | ------------------- | ----------------------------- |
| eu/nós        | k-/ki-/ke- ‘eu’     | k- ‘nós’                      |
| ALAT          | -pi                 | -ʔpi                          |
| argila/terra  | palam ‘terra’       | para ‘argila’                 |
| cabeça        | muʧiʧe              | moːʧo/moʧoːʂi ‘cabelo’        |
| cabeça        | teʧ                 | taʃːi ‘face/queixo’           |
| cabelo        | ʃe                  | -ʂi                           |
| chuva         | ʦi                  | siːna                         |
| cinza         | jopuŋ               | pojoNpo ‘pó’                  |
| criança       | kunʧu ‘pequeno’     | kaNʈʂo                        |
| esposa/mulher | hila ‘mulher’       | kiːʂa ‘mulher’                |
| IMP           | -(k)(i)             | -ʔaNki                        |
| INSTR         | -pat                | -pata ‘COM/INSTR’             |
| INTER         | -(a)m               | -a                            |
| morcego       | kaʦik               | kosita                        |
| orelha        | kitiw               | kiiʦ-iʧ                       |
| ouvir         | hinah               | maʂina                        |
| pai           | appa                | apaː ‘forma vocativa’         |
| sogro         | kuʧ/ŋuʧ ‘pai’       | Nkoːsa-ri                     |
| vento         | kaz/kaʃ/kas ‘vento’ | Nkoʂʧi ‘vento’; kaʧiʂa ‘frio’ |
| vir           | nan                 | nani                          |
| vir/voltar    | a-ʎakian ‘voltar’   | naːkija ‘vir’                 |

Alguns paralelos lexicais entre o Cholón e o Muniche (Jolkesky 2016):
| Português  | Cholón              | Muniche       |
| ---------- | ------------------- | ------------- |
| cabelo     | ʃe                  | uɕi           |
| farinha    | pum                 | xpume         |
| morrer     | kol                 | ku            |
| três       | utsɨmɨ              | utsi (Hibito) |
| velho/avô  | ɡes ‘velho’         | kiʧi ‘avô’    |
| vento/frio | kaz/kaʃ/kas ‘vento’ | kɨxna ‘frio’  |
| ver        | jaʧ                 | ɲa            |

Alguns paralelos lexicais entre o Cholón e o Mapudungun (Jolkesky 2016):
| Português                | Cholón                | Mapudungun                      |
| ------------------------ | --------------------- | ------------------------------- |
| tu                       | mi-/mi                | mi-/ejmi                        |
| água                     | kot ‘água’            | ko ‘água’                       |
| ALAT/BEN                 | -le ‘ALAT’            | -lel ‘BEN’                      |
| boca/buraco              | lol ‘boca’            | lolo ‘buraco’                   |
| casa                     | tapjal                | taɸu                            |
| claridade/Lua            | pel ‘Lua’             | pelo ‘claridade’                |
| dois                     | ip                    | epu                             |
| encontrar/estar presente | pele ‘encontrar’      | pele-n ‘estar presente’         |
| grande                   | oʧo                   | ɸɨʧa                            |
| INTER                    | -(a)m                 | am                              |
| lua                      | Hibito kuiɲa          | kɨjen̯                           |
| moça                     | ilaʧu                 | ɨlʧa                            |
| morir/matar              | lam ‘matar’           | l̯a-n ‘morrer’, l̯aŋɨm-ɨn ‘matar’ |
| vagina                   | mexlam ‘fêmea/vagina’ | meʈʂɨ ‘vagina’                  |
| NEG                      | -mu                   | mɨ/muɣ ‘não’                    |
| olho                     | ɲa-ʧe/ɲa-wi           | ɲe                              |
| onça                     | ʧamio                 | ʈʂapial                         |
| pai/velho                | ŋuʧ ‘pai’             | kuse ‘velho’                    |
| tabaco                   | Hibito peʦ            | pɨʈʂem                          |

Alguns paralelos lexicais entre o Cholón e o Mochica (Jolkesky 2016):
| Português          | Cholón                        | Mochica                     |
| ------------------ | ----------------------------- | --------------------------- |
| ele/ela            | ko ‘3.S.PROX’, ŋo- ‘3.S.NSUJ’ | -ŋo ‘3’                     |
| abóbora            | uʦ                            | loːʧ                        |
| água/vapor         | Hibito kaʧa ‘água’            | kaʧa ‘névoa/neblina’        |
| ancião             | ɡes                           | keʃmik (cf. ekis ‘sogro’)   |
| broto/floresta     | ʃajapi ‘floresta’             | ʧaja ‘broto’                |
| cabeça             | Hibito soʧa                   | xəʧ                         |
| casa/teto          | tapjal ‘casa’                 | ʦap ‘teto’                  |
| CLS                | pon ‘CLS.humanos/animais’     | poŋ ‘CLS.geral’             |
| COM/LOC            | -nik ‘COM’                    | -nik ‘LOC’                  |
| dia/manhã          | atem ‘manhã’                  | etim ‘dia’                  |
| dia/manhã          | nem ‘dia’                     | unam ‘manhã’                |
| dois               | Hibito op-ʧe                  | aput                        |
| erva/terra         | pej ‘terra’                   | pej ‘erva’                  |
| fêmea/mulher       | mexlam ‘fêmea/vagina’         | meʧen/meʧer- ‘fêmea/mulher’ |
| grande             | oʧo                           | uʦ(o)                       |
| grão/milho         | ʧe ‘grão’                     | ʦer ‘milho verde’           |
| INTERR             | into ‘INTERR’                 | in ‘onde?’                  |
| lagarto            | Hibito ʃonti                  | ʃantek                      |
| mandioca           | el                            | er                          |
| morrer/matar       | lam ‘matar’                   | læm ‘morrer’                |
| mulher grávida/lua | Hibito kuiɲa ‘lua’            | kuiɲan/kuin ‘grávida’       |
| NEG                | -mu                           | amos                        |
| NMZ.AG/CAUS        | -ko ‘NMZ.AG’                  | -ko ‘CAUS’                  |
| ovo/filho          | mulup ‘filho’                 | muʎu ‘ovo’                  |
| pimenta            | uʧ                            | ut ‘pimenta seca’           |
| porco388           | jap                           | javan                       |
| raiz               | ip                            | jep                         |
| ramo/galho         | meʧ ‘árvore/ramo/galho’       | meʧ-en ‘ramo/galho’         |
| semente/milho      | kaʧ ‘milho’                   | kas ‘semente’               |
| sol                | Hibito ɲim                    | ɬʲam                        |
| TSEQ/ABL           | -tu-p ‘GEN/ABL’               | -top ‘TSEQ’                 |
| um                 | an                            | on-                         |
| vento              | kas                           | kəts                        |